# لومبيرس
لومبيرس (بالفرنسية: Lumbres)‏ هي بلدية تقع في إقليم باد كاليه من منطقة نور با دو كاليه في شمال فرنسا. تبلغ مساحة هذه المدينة 9.9 (كم²)، وترتفع عن سطح البحر 47 م، يبلغ عدد سكانها 3892 نسمة حسب إحصاء المعهد الوطني للإحصاء والدراسات الاقتصادية سنة 2009 م. وترأس Jean-Pierre Decobert البلدية خلال فترة (2001-2008).